# Farsa (gastronomía)

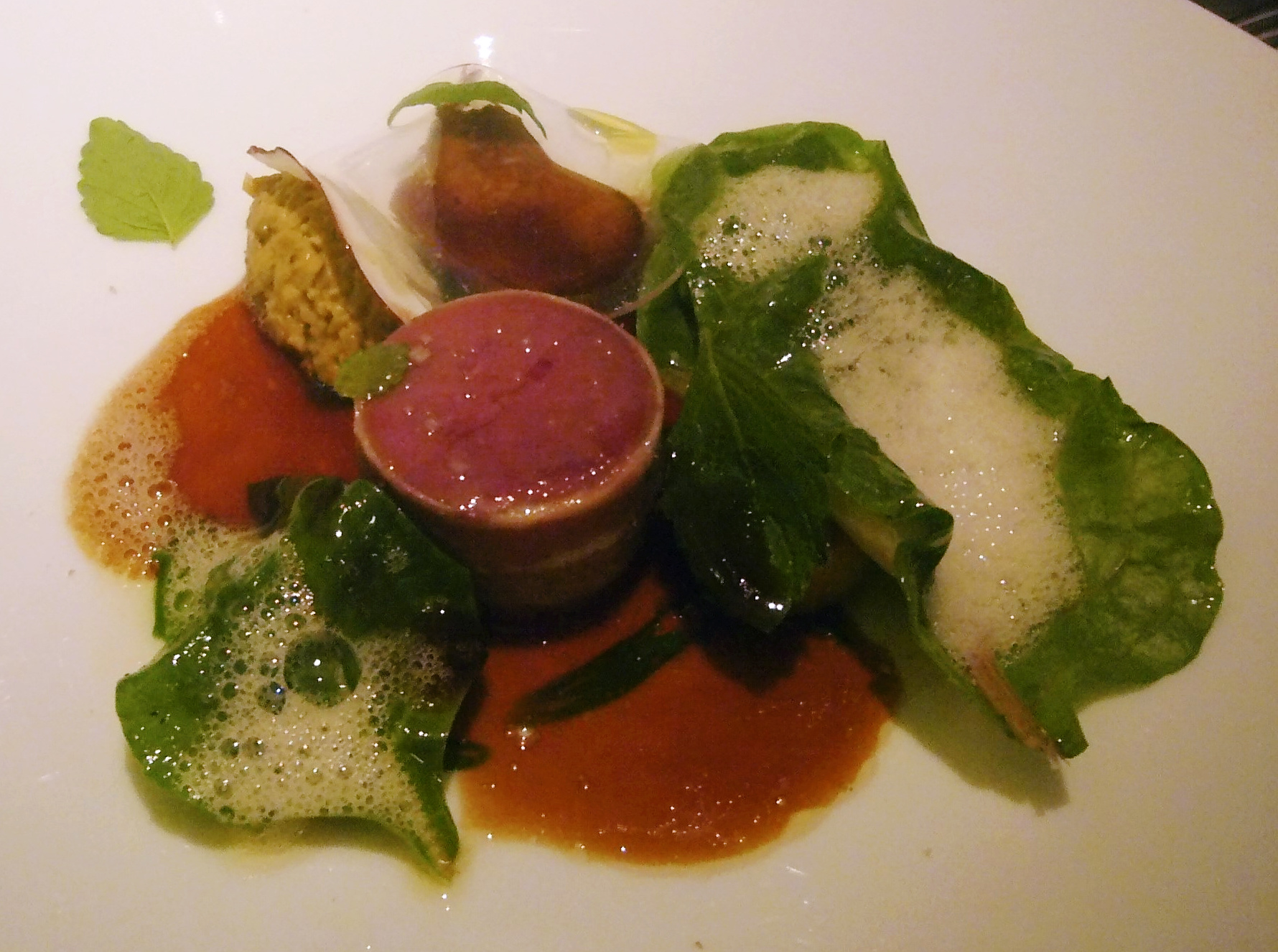
Farsa de pichón con setas, anís y jugo de combava.

En gastronomía, se llama farsa a una mezcla de carne magra picada emulsionada con grasa. La emulsificación puede lograrse moliendo, tamizando o triturando los ingredientes, y puede ser fina o gruesa, dependiendo de la consistencia deseada para el producto final. Las farsas se usan en la elaboración de distintos productos de charcutería, tales como quenelles, salchichas, patés, terrinas, roulades y galantinas. La farsas suelen producirse a partir de proteínas crudas, salvo en el caso de la farsa gratinada. Las proteínas comúnmente usadas para las farsas incluyen las de cerdo, pescado (lucio, trucha o salmón), marisco, caza (venado, jabalí o conejo), ave, ternera e hígado de cerdo. A menudo se usa tocino de cerdo para aportar la grasa a la farsa, ya que tiene un sabor bastante neutro.

## Los cuatro estilos básicos
- Las farsas sencillas se producen picando progresivamente carne y tocino de cerdo a partes iguales con una tercera carne dominante, que puede ser de cerdo u otra. Los ingredientes se trocean y entonces se sazonan, curan, dejan reposar, pican y por último se introducen en el recipiente deseado.[1]
- Las farsas campestres son una mezcla de carne y tocino de cerdo, a la que a menudo se añade hígado de cerdo y otras guarniciones. La textura del producto final es gruesa.[1]
- Las farsas gratinadas (gratin) tienen una parte de la carne dorada.[1]
- Las farsas muselina tienen una textura muy ligera, empleándose cortes magros de carne, normalmente de ternera, ave, pescado o marisco. La textura final se debe a la adición de huevo y nata.[1]

## Aglutinantes secundarios
A menudo el único aglutinante de una farsa es la estructura física de la proteína empleada. A veces es necesario un aglutinante secundario para mantener la emulsión. Estos aglutinantes suelen necesitarse cuando se preparan farsas campestres o gratinadas, siendo los tres más empleados el huevo, la leche en polvo desgrasada y la panada. Esta última puede prepararse a partir de ingredientes ricos en almidón, como puré de patatas, pan mojado en leche o pasta choux.

## Origen
Se tenía en cuenta en las culturas nórdicas las preparaciones con pescados curados "farsas" para preservar este relleno